# Główna Księgarnia Naukowa im. B. Prusa

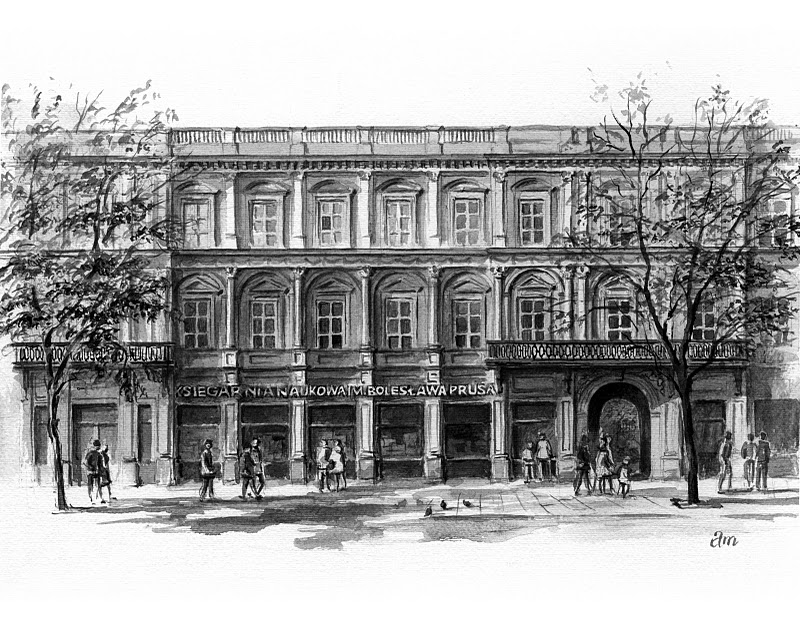
Kamienica Józefa Grodzickiego w Warszawie, siedziba księgarni, na rysunku z lat 70. XX wieku

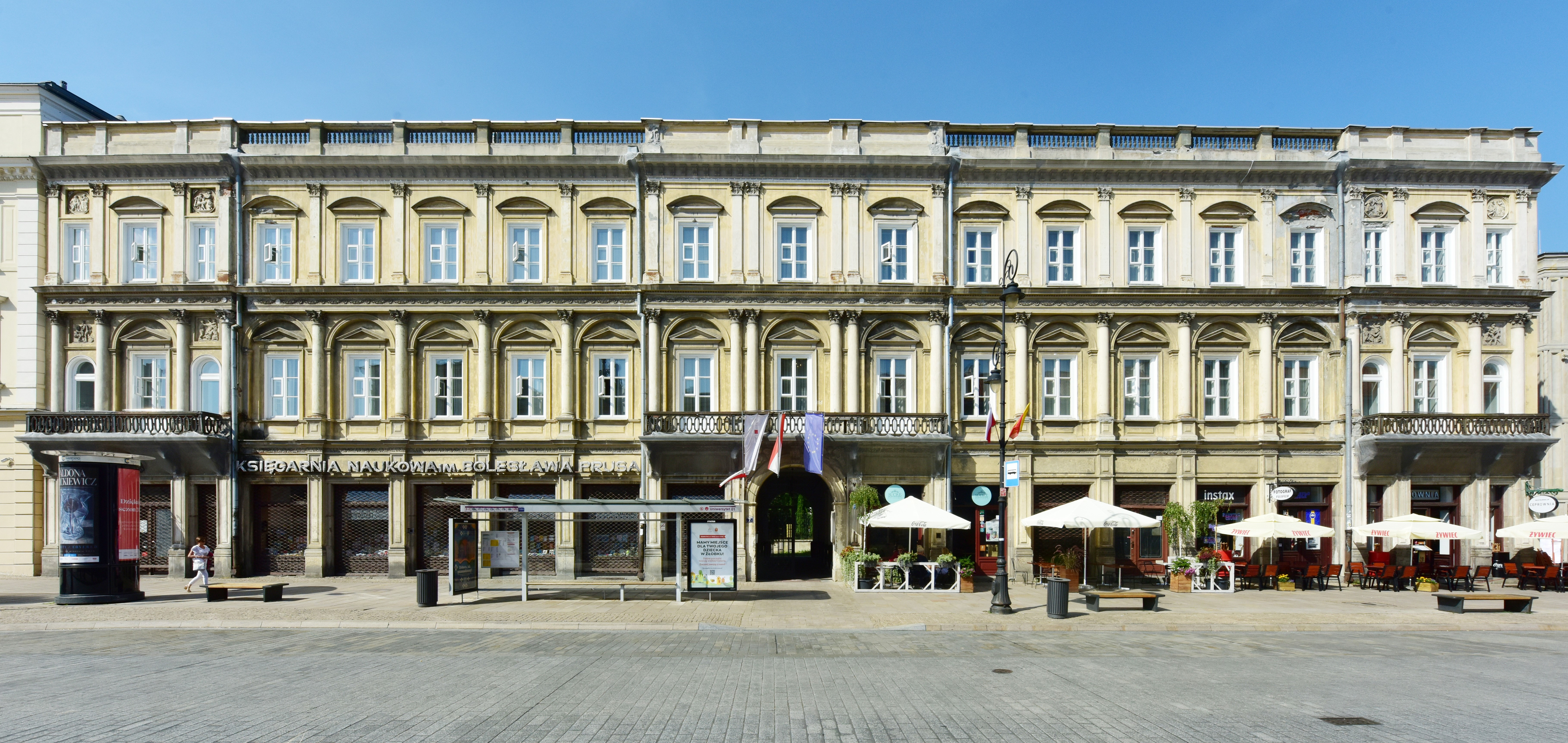
Kamienica Grodzickiego w 2025 roku

Główna Księgarnia Naukowa im. Bolesława Prusa – księgarnia naukowa założona w latach 50. XX wieku w Warszawie. Znajduje się przy ul. Krakowskie Przedmieście 7.

## Historia
Księgarnia mieści się w kamienicy Józefa Grodzickiego, w której Bolesław Prus umieścił sklep galanteryjny Stanisława Wokulskiego, głównego bohatera „Lalki”. Na drugim piętrze miało się również znajdować mieszkanie Ignacego Rzeckiego (w bramie kamienicy znajduje się tablica upamiętniająca Rzeckiego).
Księgarnia Państwowego Instytutu Wydawniczego została otwarta w maju 1952 roku jako księgarnia „Domu Książki”. Swoją obecną nazwę uzyskała 19 maja 1962 roku, w 50. rocznicę śmierci Bolesława Prusa. Od początku miała profil akademicki, co wynikało z bezpośredniego sąsiedztwa wydziałów humanistycznych Uniwersytetu Warszawskiego i Polskiej Akademii Nauk. W 1991 została przekształcona w spółkę cywilną, natomiast od 2002 roku funkcjonuje jako spółka jawna Główna Księgarnia Naukowa im. B. Prusa G. Stępień, A. Stępień.
Księgarnia oferuje szeroki wybór książek naukowych i popularnonaukowych, a także literaturę piękną polską i obcojęzyczną, książki o sztuce, albumy, wydawnictwa multimedialne, e-czytniki, a także dział czasopism polskich i obcojęzycznych.
Od momentu powstania księgarnia prowadzi działalność nieprzerwanie, a od maja 2002 roku również jako księgarnia internetowa. W 2006 roku "Księgarnia Prusa" w rankingu tygodnika Wprost została uznana za najlepszą księgarnię w Warszawie i jedną z pięciu najlepszych w Polsce. W 2012 roku znalazła się z kolei w finałowej 12 najpiękniejszych księgarni w Polsce. W lutym 2012 roku, po 30-latach nieobecności, na fasadę księgarni wrócił jeden z najstarszych neonów w Warszawie